# 1024

## Události
- 17. ledna – córdobský chalífa Abd ar-Rahmán V. je zavražděn při státním převratu Muhammadem III. Córdobským.
- 9. dubna – papež Benedikt VIII., dříve tusculumský hrabě Theophylactus II., umírá po 12 letech vlády v Římě.
- 13. července – císař Jindřich II., císař Svaté říše římské umírá ve svém císařském paláci v Göttingenu v Německu. Jindřich za sebou nezanechává žádné dědice. Záměrně nestanovil nástupce, „ponechal toto nařízení v rukou božích“ a jeho smrtí vymírá otonská dynastie. Nový císař se plánuje zvolit v září.
- 4. září – počátek vlády římského krále Konráda II.

## Narození
- 13. května – Hugo z Cluny, opat z Cluny († 28. dubna 1109)
- ? – Magnus I. Norský (Dobrý), norský a dánský král († 25. říjen 1047)
- ? – Izjaslav Jaroslavič, kníže z Turova a Kyjevské Rusi († 3. října 1078)
- ? – Matylda Fríská, francouzská královna († 1044)

## Úmrtí
- 9. dubna – Benedikt VIII., papež katolické církve
- 13. července – Jindřich II., římský císař (* 973)

## Hlavy států
- České knížectví – Oldřich
- Svatá říše římská – Jindřich II. – Konrád II.
  - Lucembursko – Jindřich I. Moselský
  - Lotrinské vévodství – Fridrich II. z Baru / Gotzelo I. Dolnolotrinský
  - Rakouské markrabství – Adalbert Babenberský
- Papež – Benedikt VIII. – Jan XIX.
- Galicijské království – Alfons II.
- Leonské království – Alfons V. Vznešený
- Navarrské království – Sancho III. Veliký
- Barcelonské hrabství – Berenguer Ramon I. Křivý
- Hrabství toulouské – Guillaume III.
- Burgundské království – Rudolf III.
- Francouzské království – Robert II. Pobožný
- Anglické království – Knut Veliký
- Dánské království – Knut Veliký
- Norské království – Olaf II. Svatý
- Švédské království – Jakob Anund
- Polské knížectví – Boleslav I. Chrabrý
- Uherské království – Štěpán I. Svatý
- Byzantská říše – Basileios II. Bulgaroktonos
- Kyjevská Rus – Jaroslav Moudrý